# Bowersville (Geórgia)
Bowersville é uma cidade  localizada no estado americano de Geórgia, no Condado de Hart.

## Demografia
Segundo o censo americano de 2000, a sua população era de 334 habitantes.
Em 2006, foi estimada uma população de 339, um aumento de 5 (1.5%).

## Geografia
De acordo com o United States Census Bureau tem uma área de 
8,0 km², dos quais 8,0 km² cobertos por terra e 0,0 km² cobertos por água.

## Localidades na vizinhança
O diagrama seguinte representa as localidades num raio de 16 km ao redor de Bowersville. 